# Évaillé
Évaillé era un comune francese di 398 abitanti situato nel dipartimento della Sarthe nella regione dei Paesi della Loira.
Dal 1º gennaio 2019 è confluito nel comune di Val-d'Étangson.

## Società

### Evoluzione demografica
Abitanti censiti